# Quirinal

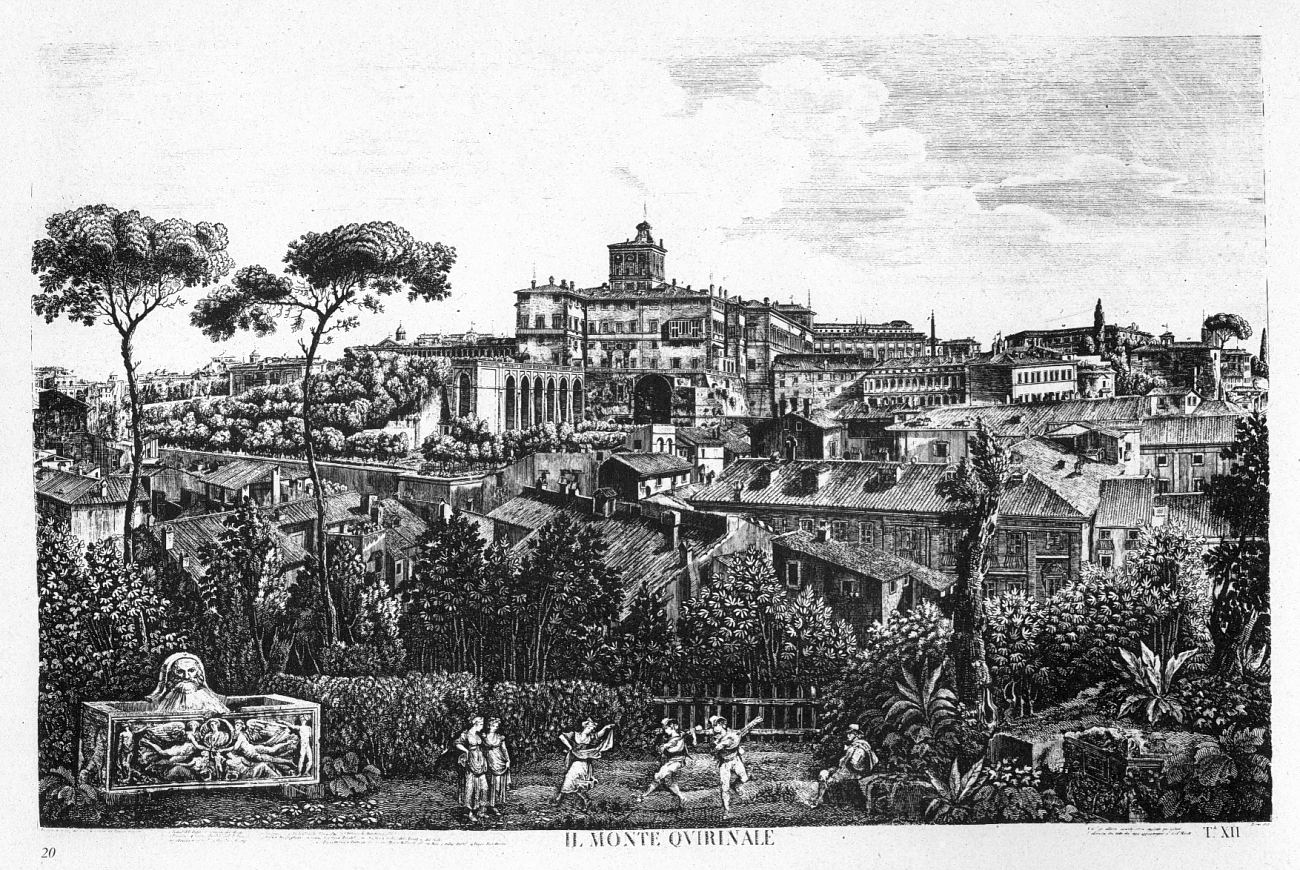
Grabado de 1827 del monte Quirinal.

El monte Quirinal (en latín: Collis Quirinalis) es una de las siete colinas al noreste de Roma, en Italia. Su nombre es un homenaje al dios romano Quirino. Es también el nombre de la residencia oficial del Presidente de la República. Durante algún tiempo fue llamado también Monte Cavallo.

## En la Antigüedad
Originariamente formaba parte de un grupo de colinas entre las que estaban incluidas sus tres cimas (Collis Latiaris, Mucialis (o Sanqualis) y Salutaris), ahora perdidas debido a la construcción de edificios durante el siglo XVI y posteriores.
Según una leyenda romana, el monte Quirinal habría sido el emplazamiento de un pequeño pueblo de los sabinos, quienes habían erigido altares en honor del dios Quirinus (dando nombre a la colina) y allí habría vivido el rey Tito Tacio tras la paz entre los romanos y los sabinos.
Se han descubierto tumbas fechadas entre los siglos VIII y VII a. C. que confirmarían la probable presencia de un asentamiento de sabinos; la tumba de Quirinus, que Lucius Papirius Cursor transformó en templo de su triunfo tras su tercera guerra contra los samnitas, estaba en esta colina. Algunos autores consideran plausible que el culto a la Tríada Capitolina (Júpiter, Minerva y Juno) hubiera sido celebrado aquí, mucho antes que en el Monte Palatino. El santuario de Flora, una diosa osco-sabina, estuvo aquí también.
En 446 a. C. se dedicó un templo en honor de Sancus y es posible que fuera erigido sobre las ruinas de otro. También Augusto ordenó la construcción de un templo en honor a Marte.
Constantino ordenó la construcción de la última casa de baños de la Roma imperial, de la cual solamente se conservan algunos dibujos del siglo XVI.

## Edad Media

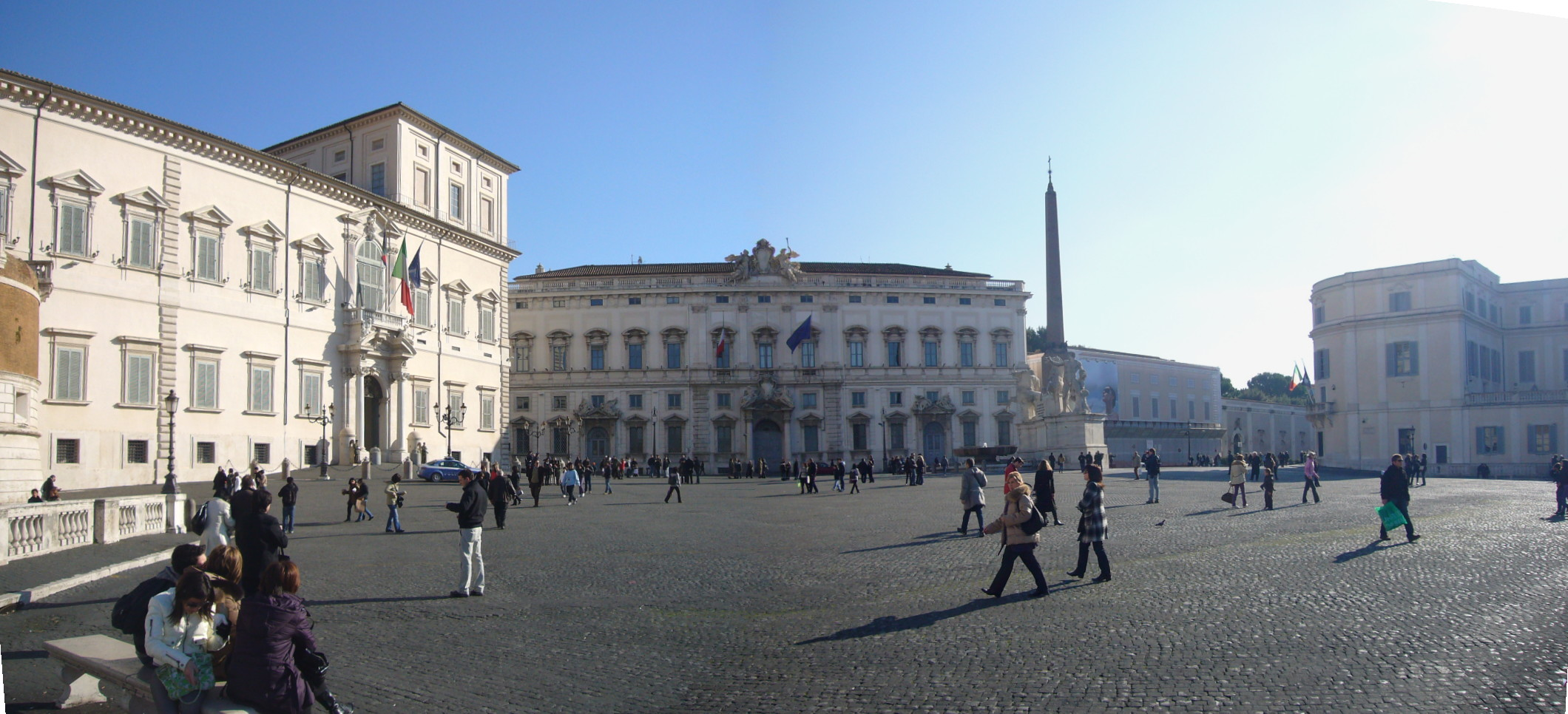
Vista de la Plaza del Quirinal

Durante la Edad Media se construyó la Torre delle Milizie y el convento de San Pedro y Doménico. Sobre el edificio de Constantino fue erigido el Palazzo Rospigliosi, y en este palacio estuvieron originalmente las dos famosas estatuas de Cástor y Pollux con los caballos, que ahora se encuentran en la plaza del Quirinal. A dichas estatuas se debe el sobrenombre Monte Cavallo con que la zona se conoció durante cierto tiempo.
Las dos estatuas de dioses del río que Miguel Ángel trasladó a la escalinata del Palazzo Senatorio en la Colina Capitolina, también proceden de aquí.

## El Palacio del Quirinal
El monte Quirinal se identifica hoy con el palacio del Quirinal, la residencia oficial del Presidente de la República italiana y uno de los símbolos del estado.
- Datos: Q207896
- Multimedia: Quirinal Hill (Rome) / Q207896